# Lioudmila Tchernykh
Lioudmila Ivanovna Tchernykh (en russe : Людмила Ивановна Черных), née le 13 juin 1935 à Chouïa (oblast d'Ivanovo) et morte le 28 juillet 2017, est une astronome russe.

## Biographie
En 1959, L. I. Tchernykh est diplômée de l'Université pédagogique d'État d'Irkoutsk. Entre 1959 et 1963, elle travaille au Laboratoire temps et fréquence de l'Institut national de recherche en mesures physico-techniques et radiotechniques à Irkoutsk, où elle effectue des observations astrométriques pour le Service du temps. Entre 1964 et 1998, elle est travailleuse scientifique à l'Institut d'astronomie théorique de l'Académie des sciences de l'URSS (Académie des sciences de Russie depuis 1991), travaillant à la base d'observation de l'institut à l'observatoire d'astrophysique de Crimée sur le site de Naoutchny. Depuis 1998, elle travaille à l'observatoire d'astrophysique de Crimée. 
Elle est l'épouse et la collègue de Nikolaï Stepanovitch Tchernykh. L'astéroïde (2325) Tchernykh a été nommé en leur honneur.
D'après le Centre des planètes mineures, elle a découvert 267 astéroïdes, dont 17 avec un co-découvreur, entre 1966 et 1992 , et en particulier l'astéroïde Apollon (2212) Héphaïstos et (3147) Samantha.

## Astéroïdes découverts
| (1737) Severny         | 13 octobre 1966   |
| (1771) Makover         | 24 janvier 1968   |
| (1772) Gagarine        | 6 février 1968    |
| (1789) Dobrovolski     | 19 août 1966      |
| (1790) Volkov          | 9 mars 1967       |
| (1792) Reni            | 24 janvier 1968   |
| (1805) Dirikis         | 1er avril 1970    |
| (1828) Kashirina       | 14 août 1966      |
| (1832) Mrkos           | 11 août 1969      |
| (1833) Shmakova        | 11 août 1969      |
| (1855) Korolev         | 8 octobre 1969    |
| (1856) Růžena          | 8 octobre 1969    |
| (1889) Pakhmutova      | 24 janvier 1968   |
| (1890) Konoshenkova    | 6 février 1968    |
| (1956) Artek           | 8 octobre 1969    |
| (1957) Angara          | 1er avril 1970    |
| (1975) Pikelner        | 11 août 1969      |
| (1976) Kavérine        | 1er avril 1970    |
| (2008) Konstitoutsia   | 27 septembre 1973 |
| (2030) Beliaïev        | 8 octobre 1969    |
| (2031) BAM             | 8 octobre 1969    |
| (2092) Sumiana         | 16 octobre 1969   |
| (2127) Tania           | 29 mai 1971       |
| (2132) Joukov          | 3 octobre 1975    |
| (2142) Landau          | 3 avril 1972      |
| (2144) Marietta        | 18 janvier 1975   |
| (2186) Keldysh         | 27 septembre 1973 |
| (2205) Glinka          | 27 septembre 1973 |
| (2212) Héphaïstos      | 27 septembre 1978 |
| (2245) Hekatostos      | 24 janvier 1968   |
| (2266) Tchaïkovski     | 12 novembre 1974  |
| (2273) Yarilo          | 6 mars 1975       |
| (2279) Barto           | 25 février 1968   |
| (2296) Kugultinov      | 18 janvier 1975   |
| (2341) Aoluta          | 16 décembre 1976  |
| (2352) Kourtchatov     | 10 septembre 1969 |
| (2354) Lavrov[1]       | 9 août 1978       |
| (2385) Mustel          | 11 novembre 1969  |
| (2386) Nikonov         | 19 septembre 1974 |
| (2419) Moldavia        | 19 septembre 1974 |
| (2446) Lunacharsky     | 14 octobre 1971   |
| (2448) Sholokhov       | 18 janvier 1975   |
| (2457) Rublyov         | 3 octobre 1975    |
| (2467) Kollontai       | 14 août 1966      |
| (2468) Repin           | 8 octobre 1969    |
| (2480) Papanov         | 16 décembre 1976  |
| (2489) Suvorov         | 11 juillet 1975   |
| (2530) Shipka          | 9 juillet 1978    |
| (2540) Blok            | 13 octobre 1971   |
| (2551) Decabrina       | 16 décembre 1976  |
| (2561) Margolin        | 8 octobre 1969    |
| (2609) Kiril-Metodi[1] | 9 août 1978       |
| (2669) Chostakovitch   | 16 décembre 1976  |
| (2692) Tchkalov        | 16 décembre 1976  |
| (2699) Kalinin         | 16 décembre 1976  |
| (2755) Avicenne        | 26 septembre 1973 |
| (2756) Dzhangar        | 19 septembre 1974 |
| (2807) Karl Marx       | 15 octobre 1969   |
| (2833) Radishchev[1]   | 9 août 1978       |
| (2837) Griboedov       | 13 octobre 1971   |
| (2877) Likhachev       | 8 octobre 1969    |
| (2894) Kakhovka        | 27 septembre 1978 |
| (2907) Nekrasov        | 3 octobre 1975    |
| (2931) Mayakovsky      | 16 octobre 1969   |
| (2948) Amosov          | 8 octobre 1969    |
| (2965) Surikov         | 18 janvier 1975   |
| (2977) Chivilikhin     | 19 septembre 1974 |
| (2998) Berendeya       | 3 octobre 1975    |
| (3010) Ushakov         | 27 septembre 1978 |
| (3052) Herzen          | 16 décembre 1976  |
| (3126) Davydov         | 8 octobre 1969    |
| (3127) Bagration       | 27 septembre 1973 |
| (3147) Samantha        | 16 décembre 1976  |
| (3232) Brest           | 19 septembre 1974 |
| (3273) Drukar          | 3 octobre 1975    |
| (3321) Dasha           | 3 octobre 1975    |
| (3332) Raksha          | 4 juillet 1978    |
| (3384) Daliya          | 19 septembre 1974 |
| (3429) Chuvaev         | 19 septembre 1974 |
| (3441) Pochaina        | 8 octobre 1969    |
| (3483) Svetlov         | 16 décembre 1976  |
| (3523) Arina           | 3 octobre 1975    |
| (3577) Putilin         | 7 octobre 1969    |
| (3588) Kirik           | 8 octobre 1981    |
| (3608) Kataev          | 27 septembre 1978 |
| (3659) Bellingshausen  | 8 octobre 1969    |
| (3681) Boïane          | 27 août 1974      |
| (3702) Trubetskaya     | 3 juillet 1970    |
| (3703) Volkonskaïa     | 9 août 1978       |
| (3719) Karamzin        | 16 décembre 1976  |
| (3747) Belinskij       | 5 novembre 1975   |
| (3770) Nizami          | 24 août 1974      |
| (3804) Drunina         | 8 octobre 1969    |
| (3890) Bounine         | 18 décembre 1976  |
| (3963) Paradjanov      | 8 octobre 1969    |
| (3967) Shekhtelia      | 16 décembre 1976  |
| (3968) Koptelov        | 8 octobre 1978    |
| (4022) Nonna           | 8 octobre 1981    |
| (4135) Svetlanov[2]    | 14 août 1966      |
| (4164) Shilov          | 16 octobre 1969   |
| (4174) Pikulia         | 16 septembre 1982 |
| (4184) Berdyayev       | 8 octobre 1969    |
| (4195) Esambaev        | 19 septembre 1982 |
| (4196) Chouïa          | 16 septembre 1982 |
| (4229) Plevitskaya     | 22 janvier 1971   |
| (4235) Tatishchev      | 27 septembre 1978 |
| (4244) Zakharchenko    | 7 octobre 1981    |
| (4286) Rubtsov         | 8 août 1988       |
| (4304) Geichenko       | 27 septembre 1973 |
| (4361) Nezhdanova      | 9 octobre 1977    |
| (4371) Fyodorov        | 10 avril 1983     |
| (4426) Roerich         | 15 octobre 1969   |
| (4437) Iarochenko      | 10 avril 1983     |
| (4449) Sobinov         | 3 septembre 1987  |
| (4485) Radonezhskij    | 27 août 1987      |
| (4537) Valgrirasp      | 2 septembre 1987  |
| (4560) Klyuchevskij    | 16 décembre 1976  |
| (4594) Dashkova        | 17 mai 1980       |
| (4605) Nikitin         | 18 septembre 1987 |
| (4616) Batalov         | 17 janvier 1975   |
| (4622) Solovjova       | 16 novembre 1979  |
| (4623) Obraztsova      | 24 octobre 1981   |
| (4681) Ermak           | 8 octobre 1969    |
| (4682) Bykov           | 27 septembre 1973 |
| (4758) Hermitage       | 27 septembre 1978 |
| (4762) Dobrynya        | 16 septembre 1982 |
| (4810) Ruslanova       | 14 avril 1972     |
| (4869) Piotrovsky      | 26 octobre 1989   |
| (4879) Zykina          | 12 novembre 1974  |
| (4880) Tovstonogov     | 14 octobre 1975   |
| (4915) Solzhenitsyn    | 8 octobre 1969    |
| (4918) Rostropovitch   | 24 août 1974      |
| (4919) Vichnevskaïa    | 19 septembre 1974 |
| (4926) Smoktunovskij   | 16 septembre 1982 |

| (4944) Kozlovskij                                 | 2 septembre 1987  |
| (4980) Magomaev                                   | 19 septembre 1974 |
| (4981) Sinyavskaya                                | 12 novembre 1974  |
| (5014) Gorchakov                                  | 19 septembre 1974 |
| (5043) Zadornov                                   | 19 septembre 1974 |
| (5055) Opekushin                                  | 13 août 1986      |
| (5076) Lebedev-Kumach                             | 26 septembre 1973 |
| (5078) Solovjev-Sedoj                             | 19 septembre 1974 |
| (5091) Isakovskij                                 | 25 septembre 1981 |
| (5104) Skripnichenko                              | 7 septembre 1986  |
| (5154) Leonov                                     | 8 octobre 1969    |
| (5158) Ogarev                                     | 16 décembre 1976  |
| (5300) Sats                                       | 19 septembre 1974 |
| (5315) Bal'mont                                   | 16 septembre 1982 |
| (5359) Markzakharov                               | 24 août 1974      |
| (5361) Goncharov                                  | 16 décembre 1976  |
| (5385) Kamenka                                    | 3 octobre 1975    |
| (5483) Cherkashin                                 | 17 octobre 1990   |
| (5612) Nevskij                                    | 3 octobre 1975    |
| (5613) Donskoj                                    | 16 décembre 1976  |
| (5675) Evgenilebedev                              | 7 septembre 1986  |
| (5711) Eneïev                                     | 27 septembre 1978 |
| (5795) Roshchina                                  | 27 septembre 1978 |
| (5807) Mshatka                                    | 30 août 1986      |
| (5827) Letunov                                    | 15 novembre 1990  |
| (5857) Neglinka                                   | 3 octobre 1975    |
| (5858) Borovitskia                                | 28 septembre 1978 |
| (5940) Feliksobolev                               | 8 octobre 1981    |
| (5955) Khromchenko                                | 2 septembre 1987  |
| (6110) Kazak                                      | 4 juillet 1978    |
| (6113) Tsap                                       | 16 septembre 1982 |
| (6121) Plachinda                                  | 2 septembre 1987  |
| (6161) Vojno-Yasenetsky                           | 14 octobre 1971   |
| (6166) Univsima                                   | 27 septembre 1978 |
| (6180) Bystritskaya                               | 8 août 1986       |
| (6232) Zubitskia[1]                               | 19 septembre 1985 |
| (6355) Univermoscow                               | 15 octobre 1969   |
| (6374) Beslan                                     | 8 août 1986       |
| (6432) Temirkanov                                 | 3 octobre 1975    |
| (6511) Furmanov                                   | 27 août 1987      |
| (6538) Muraviov                                   | 25 septembre 1981 |
| (6547) Vasilkarazin                               | 2 septembre 1987  |
| (6573) Magnitskij                                 | 19 septembre 1974 |
| (6589) Jankovich[1]                               | 19 septembre 1985 |
| (6591) Sabinin                                    | 7 septembre 1986  |
| (6619) Kolya                                      | 27 septembre 1973 |
| (6679) Gurzhij                                    | 16 octobre 1969   |
| (6755) Solov'yanenko                              | 16 décembre 1976  |
| (6764) Kirillavrov                                | 7 octobre 1981    |
| (6783) Gulyaev                                    | 24 septembre 1990 |
| (6784) Bogatikov                                  | 28 octobre 1990   |
| (6890) Savinykh                                   | 3 septembre 1975  |
| (6942) Yurigulyaev                                | 16 décembre 1976  |
| (7370) Krasnogolovets                             | 27 septembre 1978 |
| (7457) Veselov                                    | 16 septembre 1982 |
| (7468) Anfimov                                    | 17 octobre 1990   |
| (7469) Krikalev                                   | 15 novembre 1990  |
| (7726) Olegbykov                                  | 27 août 1974      |
| (7730) Sergerasimov                               | 4 juillet 1978    |
| (7869) Pradun                                     | 2 septembre 1987  |
| (7924) Simbirsk[1]                                | 6 août 1986       |
| (7978) Niknesterov                                | 27 septembre 1978 |
| (8132) Vitginzburg                                | 18 décembre 1976  |
| (8244) Mikolaichuk                                | 3 octobre 1975    |
| (8444) Popovich                                   | 8 octobre 1969    |
| (8608) Chelomey                                   | 16 décembre 1976  |
| (8839) Novichkova                                 | 24 octobre 1989   |
| (8985) Tula[1]                                    | 9 août 1978       |
| (9146) Tulikov                                    | 16 décembre 1976  |
| (9150) Zavolokin                                  | 27 septembre 1978 |
| (9154) Kol'tsovo                                  | 16 septembre 1982 |
| (9167) Kharkiv                                    | 18 septembre 1987 |
| (9168) Sarov                                      | 18 septembre 1987 |
| (9176) Struchkova                                 | 15 novembre 1990  |
| (9516) Inasan                                     | 16 décembre 1976  |
| (9549) Akplatonov[1]                              | 19 septembre 1985 |
| (9565) Tikhonov                                   | 18 septembre 1987 |
| (9566) Rykhlova                                   | 18 septembre 1987 |
| (9609) Ponomarevalya                              | 26 août 1992      |
| (9718) Gerbefremov                                | 16 décembre 1976  |
| (9733) Valtikhonov[1]                             | 19 septembre 1985 |
| (9933) Alekseev[1]                                | 19 septembre 1985 |
| (10001) Palerme                                   | 8 octobre 1969    |
| (10002) Bagdasarian                               | 8 octobre 1969    |
| (10007) Malytheatre                               | 16 décembre 1976  |
| (10010) Rudruna[1]                                | 9 août 1978       |
| (10015) Valenlebedev                              | 27 septembre 1978 |
| (10023) Vladifedorov                              | 17 novembre 1979  |
| (10054) Solomin                                   | 17 septembre 1987 |
| (10262) Samoilov                                  | octobre 1975      |
| (10286) Shnollia                                  | 16 septembre 1982 |
| (10459) Vladichaika                               | 27 septembre 1978 |
| (10992) Veryuslaviya                              | 19 septembre 1974 |
| (11016) Borissov                                  | 16 septembre 1982 |
| (11027) Astaf'ev                                  | 7 septembre 1986  |
| (11480) Velikij Ustyug                            | 7 septembre 1986  |
| (11782) Nikolajivanov                             | 8 octobre 1969    |
| (11824) Alpaidze                                  | 16 septembre 1982 |
| (12190) Sarkisov                                  | 27 septembre 1978 |
| (12219) Grigor'ev                                 | 19 septembre 1982 |
| (12664) Sonisenia                                 | 27 septembre 1978 |
| (13477) Utkin                                     | 5 novembre 1975   |
| (13479) Vet                                       | 8 octobre 1977    |
| (13480) Potapov[1]                                | 9 août 1978       |
| (13904) Univinnitsa                               | 3 octobre 1975    |
| (13922) Kremenia[1]                               | 19 septembre 1985 |
| (14339) Knorre                                    | 10 avril 1983     |
| (14789) GAISH                                     | 8 octobre 1969    |
| (14834) Isaev                                     | 17 septembre 1987 |
| (15199) Rodnyanskaya                              | 19 septembre 1974 |
| (15212) Yaroslavl'                                | 17 novembre 1979  |
| (15669) Pshenichner                               | 19 septembre 1974 |
| (15675) Goloseevo                                 | 27 septembre 1978 |
| (15676) Almoisheev                                | 8 octobre 1978    |
| (15702) Olegkotov                                 | 2 septembre 1987  |
| (16395) Ioannpravednyj                            | 23 octobre 1981   |
| (16407) Oiunskij[1]                               | 19 septembre 1985 |
| (16515) Usman'grad                                | 15 novembre 1990  |
| (16516) Efremlevitan                              | 15 novembre 1990  |
| (17358) Lozino-Lozinskij                          | 27 septembre 1978 |
| (18285) Vladplatonov                              | 14 avril 1972     |
| (18287) Verkin                                    | 3 octobre 1975    |
| (18293) Pilyugin                                  | 27 septembre 1978 |
| (18294) Rudenko                                   | 27 septembre 1978 |
| (19919) Pogorelov                                 | 8 octobre 1977    |
| (19962) Martynenko                                | 7 septembre 1986  |
| (23402) Turchina                                  | 8 octobre 1969    |
| (24604) Vasilermakov                              | 27 septembre 1973 |
| (24648) Evpatoria[1]                              | 19 septembre 1985 |
| (24649) Balaklava[1]                              | 19 septembre 1985 |
| (29081) Krymradio                                 | 27 septembre 1978 |
| (32735) Strekalov                                 | 27 septembre 1978 |
| (43783) Svyatitelpyotr                            | 24 octobre 1989   |
| 1. avec Nikolaï Tchernykh 2. avec Tamara Smirnova |                   |